# 跨湖桥遗址博物馆
跨湖桥遗址博物馆位于中国浙江省杭州市萧山区湘湖南岸、湘湖路978号跨湖桥遗址公园内，是一座综合反映跨湖桥遗址考古发掘和研究成果的史前遗址专题类博物馆。

## 历史
其前身为2006年4月开馆的跨湖桥遗址临时陈列馆，新馆于2009年9月对外开放。新馆建筑采用船形，以标示遗址内所发掘出土的独木舟，占地面积83亩，建筑面积6800平方米，包含主题陈列厅和遗址保护厅各一。该馆基本陈列以“八千年回首”为主题，分“跨湖桥文化的诞生”、“跨湖桥人的活动”、“农业起源的探索”和“聚焦跨湖桥”四个部分，展出文物150余件。

## 营业时间
- 每周二至周日9：00-16:30，周一闭馆（法定节假日除外）。